# مهترلو
مهترلو هي قرية في مقاطعة ورزقان، إيران. عدد سكان هذه القرية هو 881 في سنة 2006.